# Ястарнинский говор

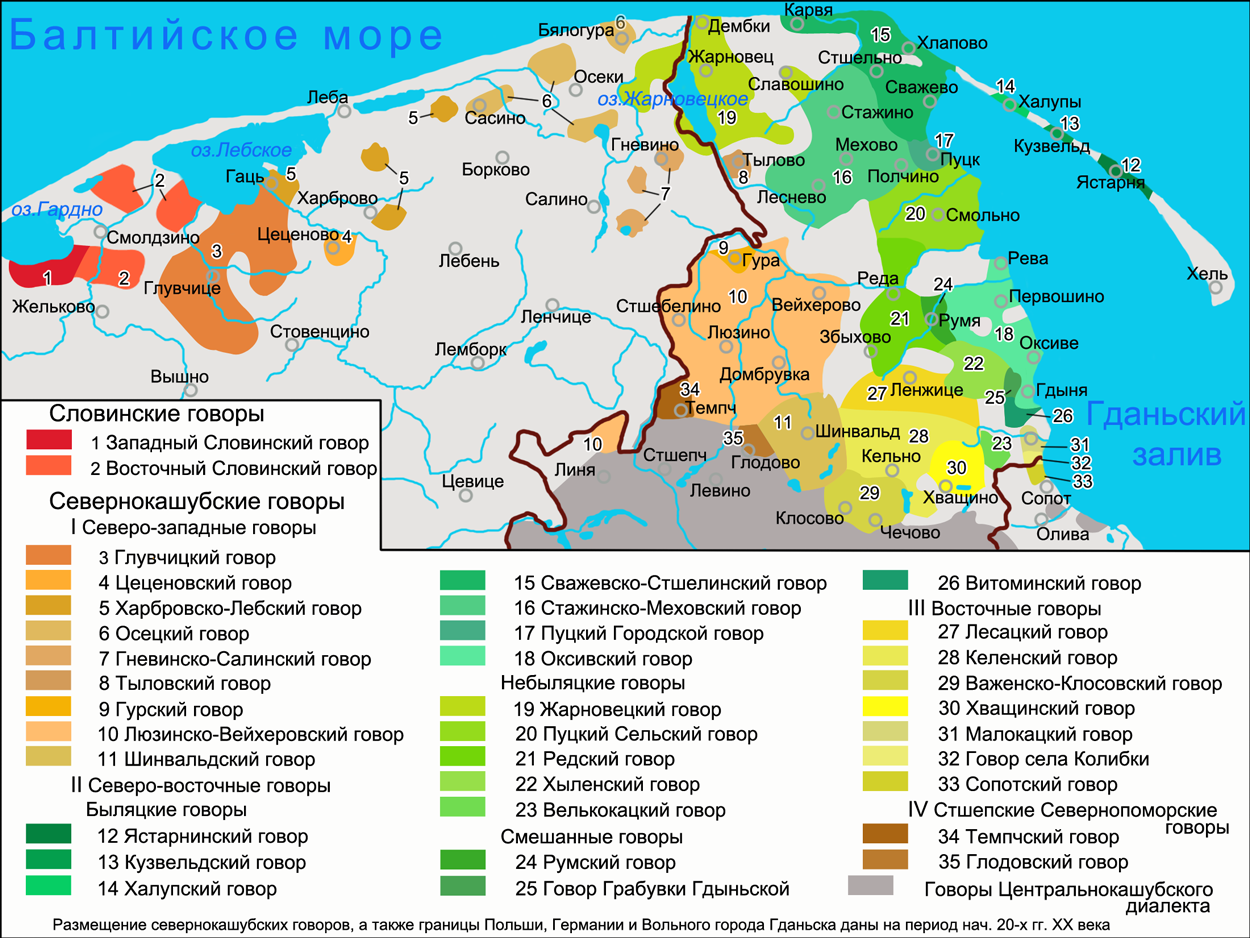
Область распространения ястарнинского говора на карте севернокашубского диалекта начала XX века (части карты кашубских диалектов Ф. Лоренца)

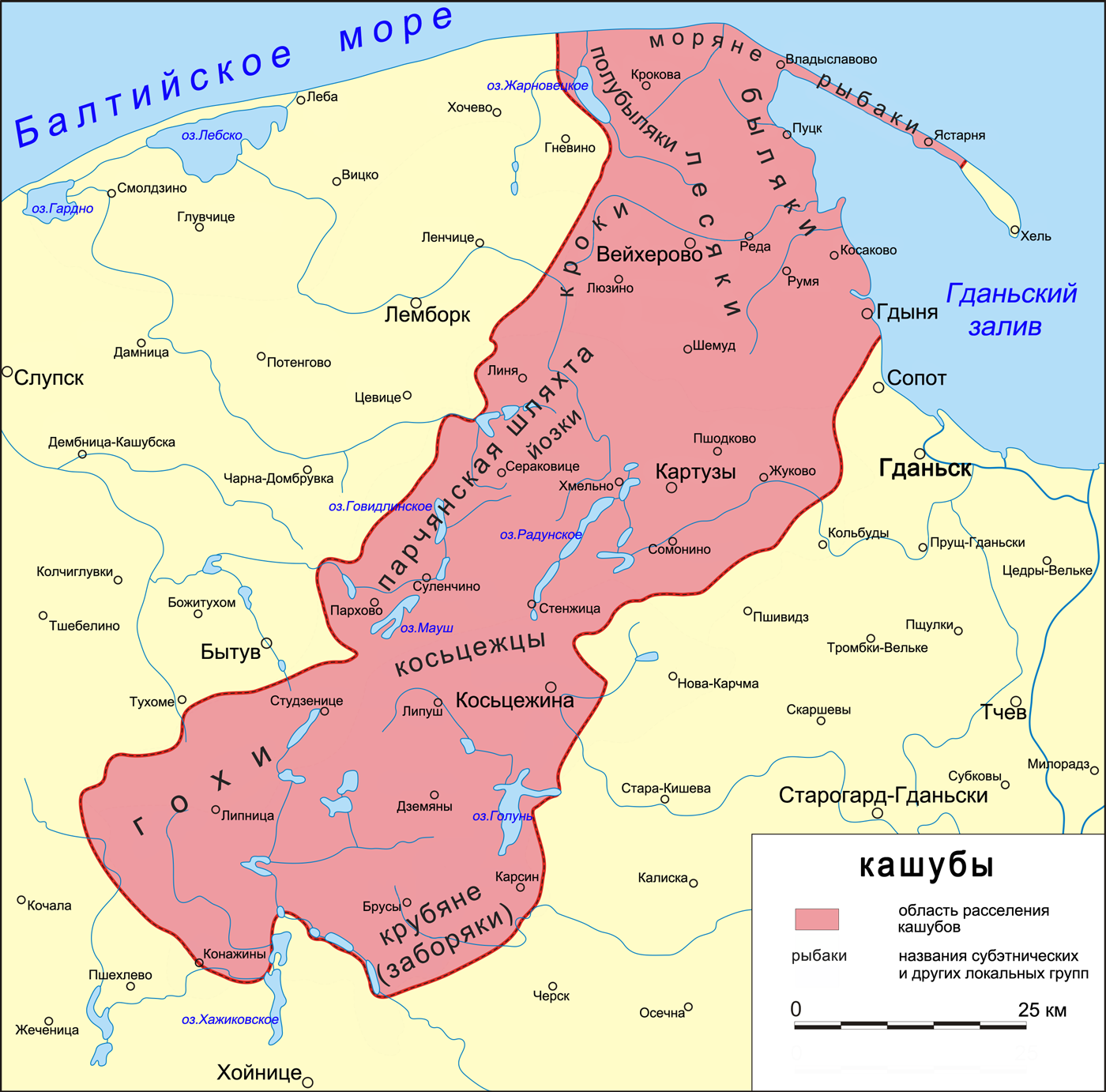
Этнолокальная группа рыбаков (rëbôcë) на карте субэтнических групп кашубов

Яста́рнинский го́вор кашу́бского языка́ (кашуб. gwara jastarskô, пол. gwara jastarnicka) — говор кашубов, относящийся к ареалу быляцких говоров севернокашубского диалекта. Распространён на полуострове Хель в городе Ястарня (Пуцкий повят Поморского воеводства). Черты ястарнинского говора среди прочих отмечаются в творчестве кашубского поэта М. Селина.

## Классификация и ареал
В классификации диалектов кашубского языка, составленной Ф. Лоренцом и опубликованной им в «Поморской грамматике» (Gramatyka Pomorska), ястарнинский говор отнесён к быляцким говорам северо-восточной подгруппы севернокашубской группы вместе с кузвельдским, халупским, сважевско-стшелинским, пуцким городским, стажинско-меховским и оксивским говорами, распространёнными в северо-восточных и восточных районах севернокашубского ареала.
Авторы атласа кашубского языка, составленного в 1964—1978 годах, особо выделили говоры полуострова Хель в составе говоров северо-востока отличающегося архаичными чертами севернокашубского диалекта.
Ареал ястарнинского говора размещён в центральной части Хельской косы на территории городской гмины Ястарня Пуцкого повята Поморского воеводства. До 1972 года существовал населённый пункт Бор (польск. Bór), расположенный к юго-востоку от центра Ястарни, который затем был объединён с городом Ястарней.

К северо-западу от ареала ястарнинского говора на полуострове Хель размещены ареалы близких ему кузвельдского и халупского говоров, далее к северо-западу в области к северу от Пуцка и к югу от Владыславова размещён ареал сважевско-стшелинского говора.
Жители Ястарни и Бора в прошлом относились к представителям локальной группы рыбаков (кашуб. rëbôcë, пол. rybacy) в составе субэтнической группы быляков, название данная группа кашубов получила в соответствии с её основным занятием — рыболовством. Несмотря на то, что Ястарня и Бор находятся в близком соседстве, на расстоянии не более одного километра друг от друга, контакты между жителями этих населённых пунктов были очень слабыми вплоть до середины XX века, так как рыбацкие артели Ястарни и Бора занимались рыбной ловлей в разных районах: первые — в Гданьском заливе по юго-западному берегу Хельской косы, вторые — в Балтийском море по северо-восточному берегу косы. Вследствие этого для носителей ястарнинского говора Ястарни и Бора были характерны разного рода различия, в частности, в фонетике.

## Особенности говоров
Согласно классификации кашубских диалектов Ф. Лоренца ястарнинский говор как часть говоров северо-восточной подгруппы разделяет их общую черту — переход древней поморской гласной ŭ в ə; как часть быляцкого ареала — разделяет явление былачения — наличия звука l на месте ł: bél «был», bëla «была», bëlo «было».
Среди фонетических особенностей ястарнинского говора, отмечаются такие, как:
1. Сохранение до конца XIX века остатков интонационных различий, отмечаемых Ф. Лоренцем[10].
2. Произношение древней долгой ō, описываемое в работах Г. М. Брониша (G. M. Bronisch) как монофтонгическое, в работах Ф. Лоренца уже характеризуемое как дифтонг öu: kröul, mröufczi. В исследованиях 1950 годов на месте ō отмечается дифтонг yu: kyun, nyusz.
3. Асинхронное произношение носовых гласных (консонантный тип ринезма) независимо от позиции в слове как em, am: gems, ksemdz, ksemżo, prosamta, temcza, wemż и т. п.
4. Распространение процесса отвердения согласной ń[~ 1]: granca, kón, ne je (польск. nie jest), ny ma (польск. nie ma) и т. п.
5. Распространение асинхронного произношения мягких губных[~ 1] — pš < pх́ < ṕ: pszóro (польск. pióro) «ручка», lefszi (польск. lwy) «львы», psziwo (польск. piwo) «пиво» и т. п.[11]
6. Переход k’, g’ в аффрикаты č’, ǯ[~ 1] и другие диалектные черты.

Отвердение согласной ń могло развиться под влиянием немецкого языка, большинство остальных фонетических изменений явилось результатом внутренних процессов, происходящих в кашубском языке.
Носители ястарнинского говора, жившие в Ястарне и Боре, отличались произношением носового заднего ряда, в речи жителей Бора древняя долгая гласная под ударением слилась с носовой переднего ряда (ksandz, bank), а краткая безударная гласная слилась с носовой переднего ряда (gòlǫba, pǫkati).